# Сан Маркос (департамент)
Вижте пояснителната страница за други значения на Сан Маркос.
Сан Маркос (на испански: San Marcos в превод „Свети Марко“) е един от двадесет и двата департамента на Гватемала. Столицата на департамента е едноименния град Сан Маркос. Населението на департамента е 1 147 400 жители (по изчисления от юни 2016 г.).

## Общини
Сан Маркос е разделен на 28 общини, някои от които са:
1. Ел Тумбадор
2. Ла Реформа
3. Катарина
4. Нуево Прогресо
5. Окос
6. Рио Бланко
7. Сан Пабло
8. Такана